# Stephanachne pappophorea
Stephanachne pappophorea là một loài thực vật có hoa trong họ Hòa thảo. Loài này được (Hack.) Keng miêu tả khoa học đầu tiên năm 1934.